# Fondant
Fondant er en sukkermasse, som bruges som topping på kager, bagværk og slik. 
Den er lettere at benytte, hvis den laves nogle dage, før den skal bruges, og henstår dækket med et opvredet klæde. Der findes flere forskellige opskrifter på fondant; de enkleste består udelukkende af sukker og vand. Man kan tilsætte forskellige aromaer, alt efter hvad fondanten skal bruges til.